# Vulturó
De Vulturó is een berg in de Prepyreneeën, Catalonië, Spanje. De berg heeft een hoogte van 2648 meter boven zeeniveau en is daarmee de hoogste top van de keten Serra del Cadí.